# Dojranmeer
Het Dojranmeer (Macedonisch: Дојранско, Grieks: Λίμνη Δοϊράνη) is een meer op de grens tussen Noord-Macedonië en Griekenland. Het meer heeft een totale oppervlakte van 43,1 km², waarvan 27.3 km² tot Noord-Macedonië behoren. Het Dojranmeer is daarmee het op twee na grootste meer van Noord-Macedonië, na het Meer van Ohrid en het Prespameer. Het meer heeft een maximale diepte van tien meter, een maximale lengte (noord - zuid) van 8,9 km en breedte van 7,1 km op het breedste punt. Het is gelegen op 147 meter boven de zeespiegel.
Aan de westelijke kant van het meer ligt de Macedonische stad Dojran en in het zuiden de Griekse plaats Doirani (gemeente Kilkis). Tijdens de Eerste Wereldoorlog vormde het meer de zuidelijke linie van het Macedonische front. Op de zuidelijke oever van het meer vond in september 1918 de Slag bij Doiran plaats, tussen geallieerde Griekse en Britse troepen enerzijds en Bulgaren anderzijds. Een monument op een paar honderd meter van het meer herinnert aan de slag.